# Friedrich Schrader (Admiral)
Friedrich Schrader (* 9. Februar 1865; † 1937) war ein deutscher Vizeadmiral der Kaiserlichen Marine. Während des Ersten Weltkrieges leitete er das Konstruktionsdepartement im Reichsmarineamt.

## Leben
Friedrich Schrader trat am 16. April 1883 in die Kaiserliche Marine ein, wurde als Kadett eingestellt und an Bord des Segelschulschiffes Niobe kommandiert. Mit Patent zum 20. April 1889 wurde er Leutnant zur See und war 1894 als Lehrer an der Marineakademie.
Von Mai 1902 bis September 1903 war er, nachdem er am 15. März 1902 zum Korvettenkapitän befördert worden war, Kommandant des Kanonenbootes Tiger. Er war, ab April 1906 Fregattenkapitän, bis Mai 1907 Assistent im Allgemeinen Marinedepartement im Reichsmarineamt.
Im Oktober 1907 übernahm er den Panzerkreuzer Roon und wurde in dieser Position am 7. Dezember 1907 zum Kapitän zur See befördert. Anschließend war er von Anfang Oktober 1908 bis September 1909 Kommandant des Linienschiffes Braunschweig. Er wurde Chef der Militärischen Abteilung im Reichsmarineamt und blieb dies bis Mitte November 1913. Am 27. Januar 1913 wurde er Konteradmiral. Er war von November 1913 bis September 1918 Direktor des Konstruktionsdepartements im Reichsmarineamt. Am 24. April 1916 wurde er zum Vizeadmiral befördert. Von September 1918 bis November 1918 war er zur Verfügung des Stabes des Reichsmarineamtes gesetzt und wurde zum 6. November 1918 aus der Marine verabschiedet.
Bis Mitte Februar 1918 hatte er u. a. den Roten Adlerorden 2. Klasse mit dem Stern, Eichenlaub und Schwertern, den Kronenorden 2. Klasse, das Bremische Hanseatenkreuz, das Hamburgische Hanseatenkreuz und dem Friedrich-August-Kreuz 1. Klasse. Von 1931 bis 1937 war er Zwingherr der Gesetzlosen Gesellschaft zu Berlin.